# Stuttgart Masters 2000
Lo Stuttgart Masters 2000 (precedentemente conosciuto anche come Eurocard Open) è stato un torneo di tennis giocato sul cemento indoor.  È stata la 14ª edizione dello Stuttgart Masters e faceva parte della categoria ATP Masters Series nell'ambito dell'ATP Tour 2000. Il torneo si è giocato alla Schleyerhalle di Stoccarda in Germania, dal 30 ottobre al 6 novembre 2000.

## Campioni

### Singolare
Wayne Ferreira  ha battuto in finale  Lleyton Hewitt con il punteggio di 7–6(6), 3–6, 6(5)–7, 7–6(2), 6–2

### Doppio
Jiří Novák/  David Rikl ha battuto in finale  Donald Johnson/  Piet Norval con il punteggio di 6–2, 6–2